# 丰润区
丰润区是中国河北省唐山市所辖的一个市辖区。區人民政府駐太平路街道幸福道32號。

## 行政区划
丰润区下辖3个街道办事处、19个镇、2个乡：
太平路街道、燕山路街道、浭阳街道、丰润镇、任各庄镇、左家坞镇、泉河头镇、王官营镇、火石营镇、新军屯镇、小张各庄镇、丰登坞镇、李钊庄镇、白官屯镇、石各庄镇、沙流河镇、七树庄镇、杨官林镇、银城铺镇、常庄镇、姜家营镇、欢喜庄乡和刘家营乡。

## 人口
2021年，豐潤區户籍人口79.77萬人。常住人口79.69萬人，常住人口城鎮化率59.4%。人口出生率5.46‰，人口死亡率6.71‰，人口自然增長率-1.24‰，與上年相比，出生率下降0.34個千分點，死亡率增長1.26個千分點，自然增長率下降1.59個千分點。

## 交通
- 102国道、 112国道过境。
- 京哈铁路的唐山北站（旧称丰润站）位于丰润区